# Robin Widdows
Robin Widdows   (Oxfordshire, 27 de maig de 1942) va ser un pilot de curses automobilístiques britànic que va arribar a disputar curses de Fórmula 1. També va participar dels Jocs Olímpics d'Hivern de 1964 i 1968, competint en Bobsleigh.

## A la F1
Robin Widdows va debutar a la setena cursa de la temporada 1968 (la dinovena temporada de la història) del campionat del món de la Fórmula 1, disputant el 20 de juliol del 1968 el GP de la Gran Bretanya al circuit de Brands Hatch.
Va participar en una única cursa puntuable pel campionat de la F1, no aconseguint finalitzar la cursa i no assolí cap punt pel campionat del món de pilots.

## Resultats a la Fórmula 1
| Any  | Equip              | Xassís | Motor | 1   | 2   | 3   | 4   | 5   | 6   | 7       | 8   | 9   | 10  | 11  | 12  | Posició | Punts |
| ---- | ------------------ | ------ | ----- | --- | --- | --- | --- | --- | --- | ------- | --- | --- | --- | --- | --- | ------- | ----- |
| 1968 | Cooper Car Company | Cooper | BRM   | SUD | ESP | MON | HOL | BEL | FRA | GBR Ret | ALE | ITA | CAN | USA | MEX | -       | 0     |